# Alviks gård, Bromma

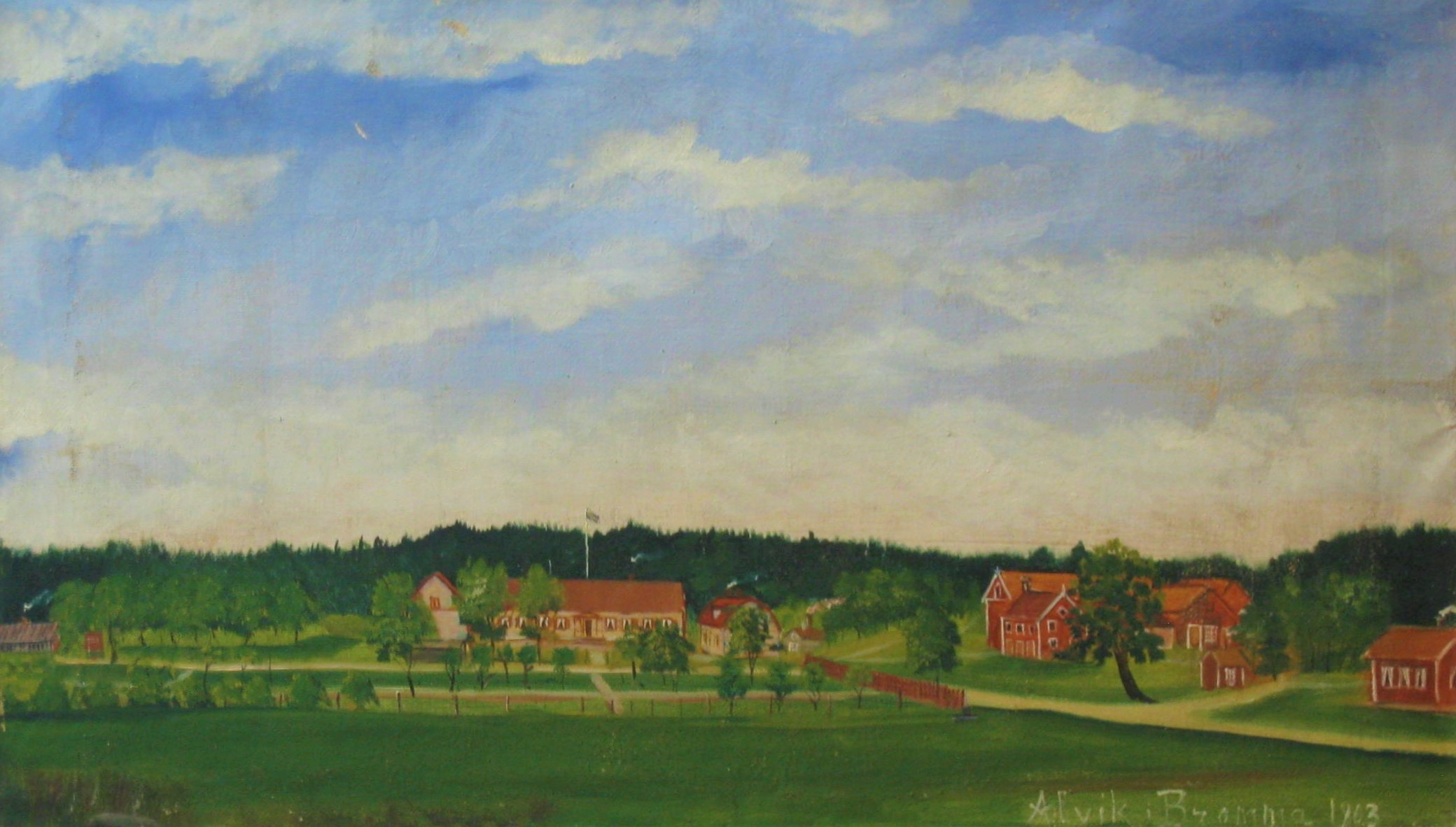
Alviks gård 1903. Oljemålning av okänd konstnär. Alviks gård vetter, eller har sin framsida, mot söder. Den nya Alviksvägen började byggas år 1910 redan innan Alviks gård hade rivits 1923. Alviksvägen drogs fram väster om mangården, som syns från söder i mitten på tavlan. Alviks gård låg på en ås, som gick i öst-västlig riktning och tvärade den nuvarande Alviksvägen, som låg öster om nuvarande Alviksvägen. Den gedigna stödmuren, som nu går utmed Alviksvägen var redan byggd, den fanns då Alviks gård ännu var kvar. Öster om mangården, framför gårdens ena flygel, syns ett mindre hus, som är det nuvarande Alvikstorpet, ibland kallat rättarbostad. Alvikstorpet är en parstuga från början av 1800-talet, det var då drängstuga och spannmålsbod. År 1872 ombyggdes stugan till rättarbostad, torpet är den enda byggnad som finns kvar av Alviks gård.

Alviks gård var en gård som låg på en ås, där nuvarande Alviksvägen 11-13 i kvarteret Alviken i stadsdelen Alvik i Bromma inom Västerort i Stockholms kommun ligger. Gården bildades 1810 genom avstyckning av egendomarna Alvik, Asplund och Vidängen från Ulvsunda slotts ägor. Namnet Alvik är sannolikt ett ursprungligt naturnamn.
Stadsdelen Alvik motsvarar idag i stort det område som gården Alvik omfattade vid 1800-talets början. August Emanuel Påhlman vid stadsingenjörskontoret gjorde upp ett första förslag till stadsplan för Alvik. 1922 fastställdes den slutliga stadsplanen som upprättades av Thure Bergentz och Per Olof Hallman.

## Alvikens nybyggda gård

### Torpet Ahlwijken

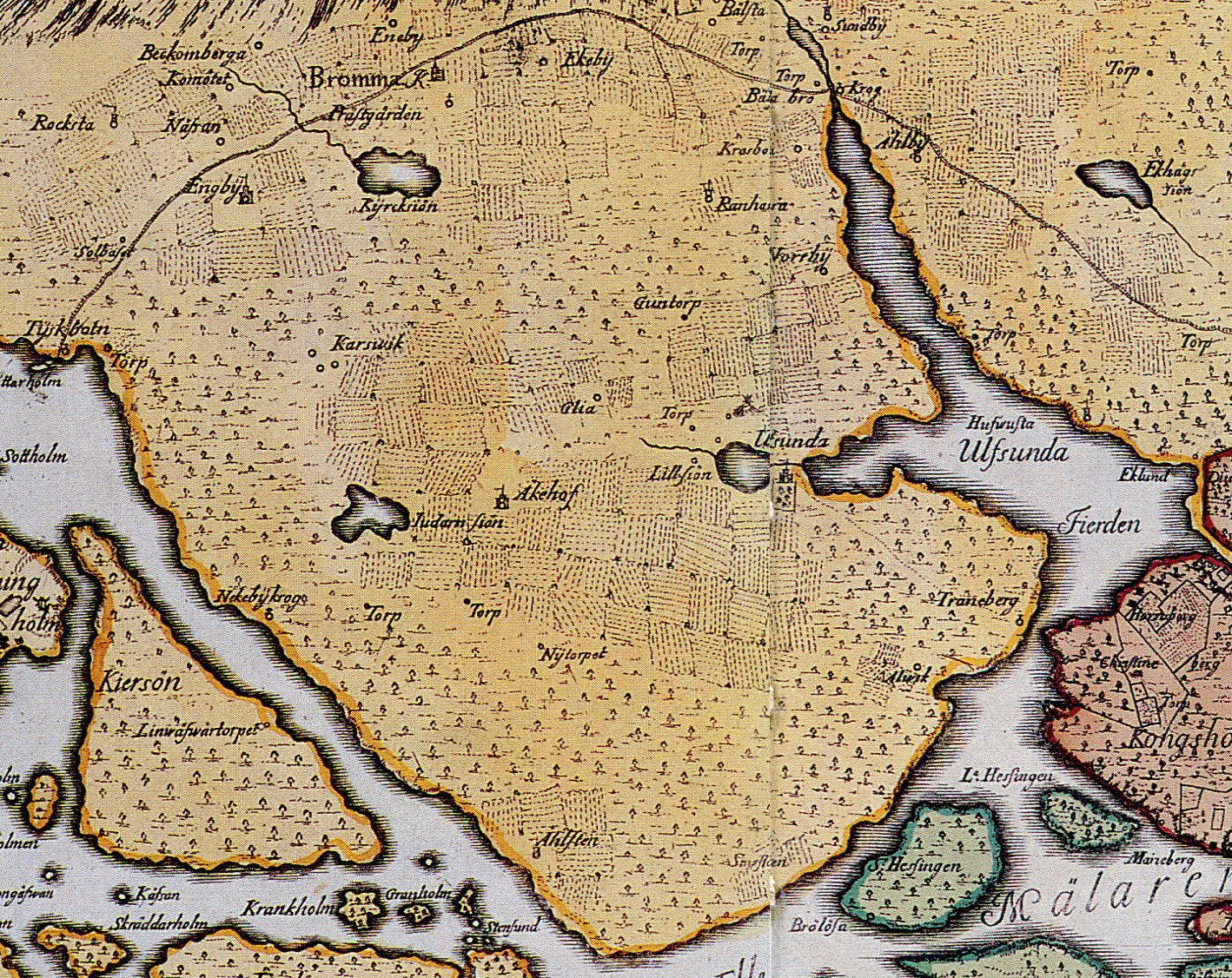
Del av Georg Biurmans karta över Stockholm med omgivning, som visar Brommalandet omkring 1750. På denna karta finns Alviks gård utsatt, då var det ett dagsverkstorp och låg "vid det gama läget", där det senare blev Alviks krog.

Det var egentligen torpet Ahlwijken som var ursprunget för säteriet. De tre torpen, de så kallade lägenheterna Ahlviken, Asplund och Widängen , som tillhörde Ulvsunda säteri, bildade tillsammans Alviks säteri. Torpets namn överläts till den nybyggda gården Ahlviken. Frälsetorpet Ahlwijken låg under Ulvsunda slott och det omnämns första gången år 1720. Det beskrivs som oskattlagt torp 1710, och som frälsetorp i 1720 års jordebok på ett 1/4 mantal under Ulvsunda säteri. År 1743 var torpet ett dagsverkstorp. Torparen hette då Per Mattson. Detta äldsta torp låg i närheten av nuvarande Alviks tunnelbanestation och Sankt Ansgars kyrka, men i slutet av 1700-talet flyttades det till ett sydligare läge, till en plats mellan dagens Alviksvägen och Runda vägen. Fram till omkring 1812 hörde stugan under Ulvsunda. Även i 1777 års jordebok nämns stugan och i husförhörslängd 1779-1810. På kartor från 1743, 1789 och 1817 finns torpet markerat. Fram till 1787 bodde torparfamiljer i torpet. Det var då som torpet omvandlades till Krogen Alvik. Anders Andersson anges som boende i torpet år 1785 och enligt husförhörslängd 1794 anges trädgårdsmästare E.M. Lundell som boende. Guldsmeden Nyberg bodde i stugan år 1797. På en lantmäterikarta från 1789 är torpet Ahlwijken flyttad till platsen, där idag Alviksvägen 7-13 ligger. Det är platsen för den gård som byggdes där. En krog kom istället vid det gamla läget. En "Herr Ålderman Nyberg" bidrog år 1794 i Ahlviken med 24 skilling till församlingens inköp av böcker. Redan hundra år tidigare, år 1694, finns det en notering i sockenstämmoprotokoll, att Hans Olsson i Alviken den 27 januari 1694 deltog i arbetet med klockstapeln vid Bromma kyrka. Denna notering antyder, att torpet fanns vid den tiden.

### Ahlvikens gård

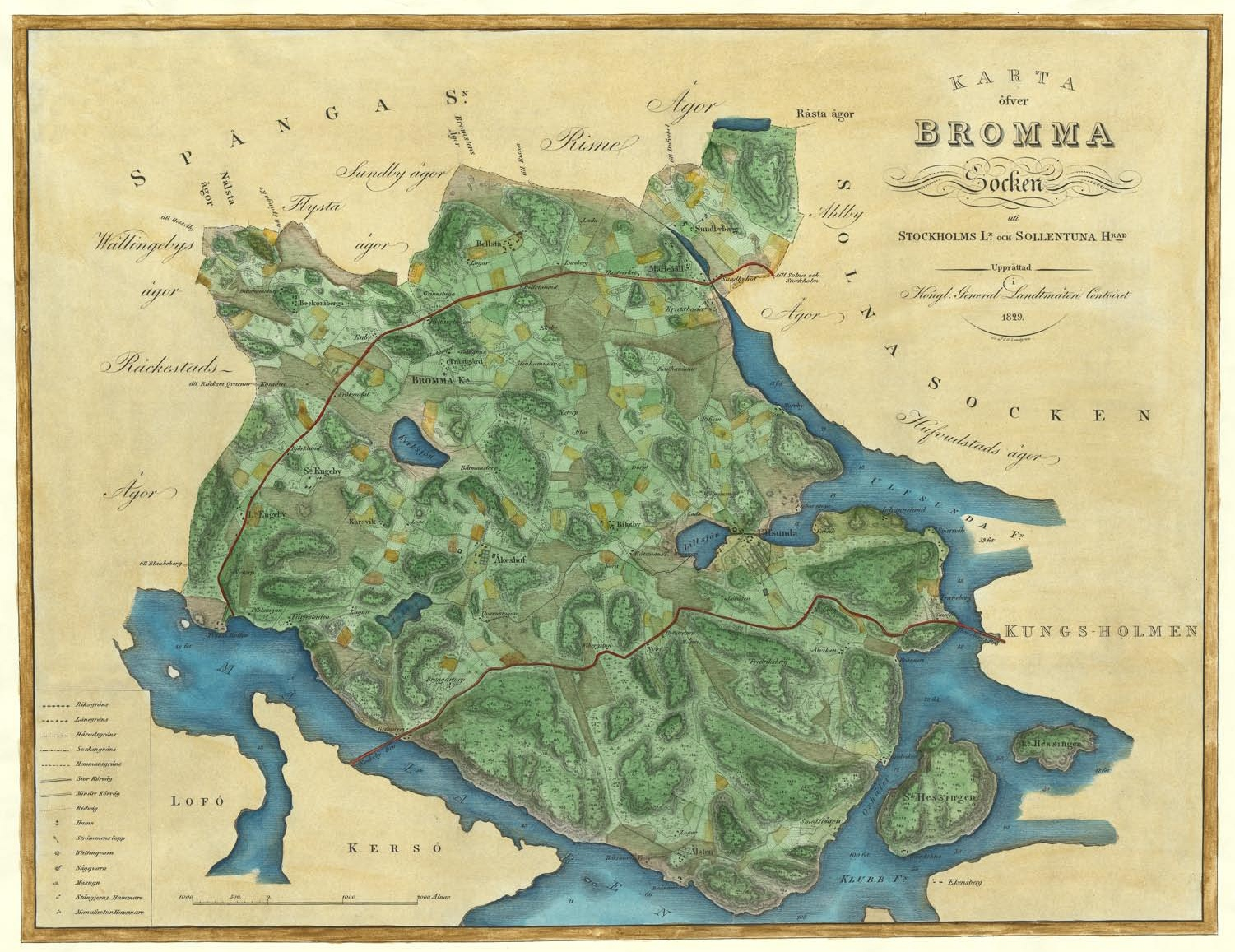
1829 års Brommakarta. "Karta övfer Bromma Socken uti Stockholms län och Sollentuna härad" från 1829 av Carl af Forsell, utgiven av Kongl. General Landtmäteri Contoiret (tidigare Lantmäteriet). Kartgravör var kopparstickaren och kartografen Karl Gustaf Lundgren (1779-1854).

Huvudbyggnaden, den nybyggda Ahlvikens gård, som senare blev Alvik byggdes av borgaren i Stockholm Jacob Plath och den stod färdig 1819. Det var brukspatron Johan Wegelin (1768-1843) på Ulvsunda säteri som lät avsöndra säteriets underlydande gårdar och torp till självständiga fastigheter, som utarrenderades. Alvikens nybyggda gård övertog sedan torpets namn. Genom sammanslagning av torpen Alviken, Asplund och Vidängen bildades Alvikens nybyggda gård 1812, men torphusen uppges vara borta samma år. Gården Alviken står utsatt på Wilhelm Maximilian Carpelans Stockholmskarta från 1817 med sin huvudbyggnad och sina ekonomibyggnader. Det var Jacob Plath som år 1819 förvärvade säterirättigheter för Alviken. Jacob Plath var Lieutnant vid borgerskapets Cavalleri Corps. Enligt ett brandförsäkringsbrev, som finns i Riksarkivet, förvaltade borgaren och löjtnanten Jacob Plath säterirättigheterna till ¼ mantal frälsesäteri från 1822. Gården är markerad på 1829 års Brommakarta. Efter att Jacob Plath hade ägt gården i 43 år sålde han den 1852 till bageriåldermannen Per Sam Riton, som moderniserade och byggde till mangården. Riton uppförde vidare även nya ekonomibyggnader. Efter tio år, år 1862, köpte fabrikören och grosshandlaren Lars Montén de båda gårdarna Alvik och Äppelviken och samma år renoverades också mangårdsbyggnaden vid Alviks säteri.

## Byggnaderna vid Alviks säteri
Alviks gårds mangårdsbyggnad byggdes på en ås, där nuvarande Alviksvägen 11–13 ligger. Mangårdsbyggnaden var ett envåningshus med sadeltak. I vinkel mot mangårdsbyggnaden byggdes också två flyglar. Det var en typisk lantgård med byggnader för kreatur. 1811 hade mangården två våningar, mansardtak och vindskupor. Vid gårdsplanen fanns två mindre hus. Enligt Carl af Forsell hade frälsesäteriet ett uppskattat värde av 15.000 riksdaler. Ägorna omfattade 25 tunnland åker utom äng och skog. På gården bodde 8 män och 8 kvinnor. Av djurbeståndet fanns det 4 hästar, 2 oxar, 12 kor, 8 får och 15 svin. Gården var en medelstor gård i Bromma med produkter som i första hand såldes på marknader i Stockholm, enligt Johansson.
Gården Alvik friköptes 1820 och fick säteristatus i likhet med modergården Ulvsunda. Enligt jordeboken från 1819 utgöres detta säteri af de Ulfsunda säteri fordom tillhörande lägenheterna Ahlwiken, Asplund och Vidängen. Alviks gårds huvudbyggnad revs 1923 och av gården finns nu endast Alviks rättarbostad, omvandlad från spannmålsbod, kvar. Ända in på 1930-talet fanns lägenheten Övre Gustafslund kvar. Det byggdes på eller nära torpets plats. 

## Alviks rättarbostad eller Alvikstorpet

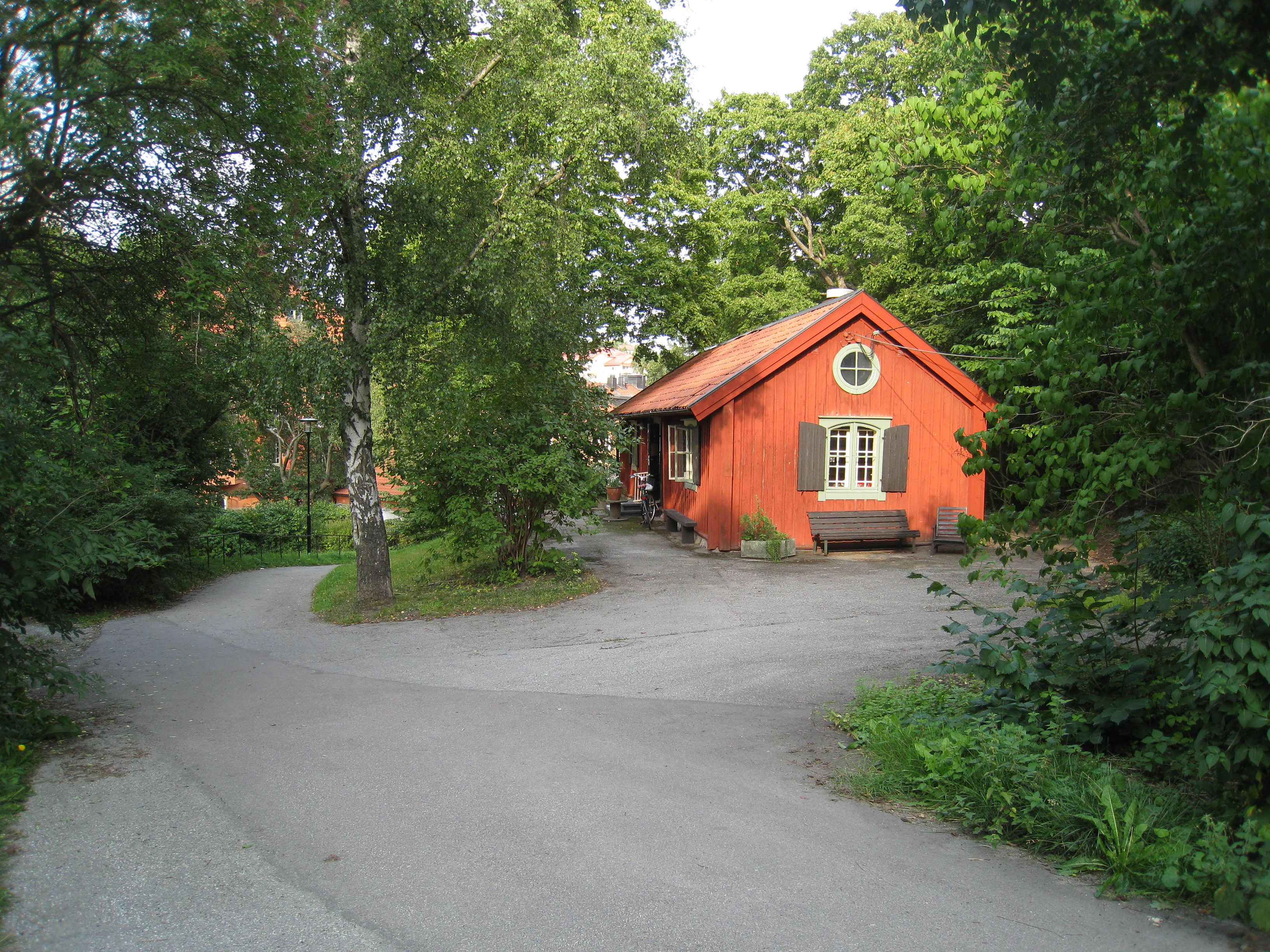
Alviks rättarbostad, eller Alvikstorpet, med vägskälet där en avtagsväg ledde vidare till Äppelvikens och Smedslättens gårdar. Den asfalterade korsvägen är den "gamla" Alviksvägen (Äppelviksvägen).

Alviks rättarbostad, även kallad Alvikstorpet, byggdes i början av 1800-talet som en parstuga. Då var det drängstuga och sedermera blev det spannmålsbod eller visthusbod. År 1885 ändrades funktionen till rättarbostad. Idag används huset för olika konstnärs- och hantverksaktiviteter.
Vid vägskälet vid Alviks rättarbostad, som hörde till Alviks gård, som ju revs 1923 såsom ovan nämnts, ledde en avtagsväg vidare till Äppelvikens och Smedslättens gårdar. Den asfalterade korsvägen är den "gamla" Alviksvägen (Äppelviksvägen). Drottningholmsvägen, som gick nedanför berget, följde på 1850-talet ungefär den nuvarande Gustavslundsvägen. Då gick avtagsvägen till gårdarna Äppelviken och Smedslätten från den nuvarande måleributiken (Bromma-Teatern).

## Gården från 1864 till 1914
Alviks och Äppelvikens gårdar köptes 1864 av Lars Montén (1785–1872), som lät bygga Klara tekniska fabrik, en stearinljusfabrik vid Mälarstranden. Det var en av de första industrierna i Bromma. Lars Montén behövde duktigt arbetsfolk och han anställde "masar och ett stort antal kullor från Leksand". De "arbetsvandrade ner till Alvik i Bromma - för att stöpa ljus". 1867 såldes frälselägenheten Widängen, norr om dagens Drottningholmsvägen och det området var i början av 1900-talet en handelsträdgård.

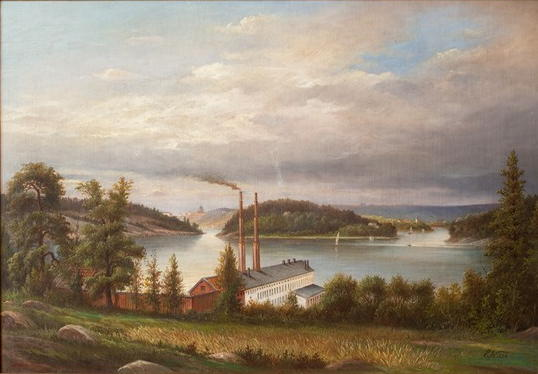
Utsikt från Alvik in mot staden 1884. I förgrunden syns Lars Monténs Fabriker. Oljemålning av Ernfried Wahlqvist (1815-1895).

Oljemålningen från 1884 visar utsikten från Alvik dels in mot staden dels söderut. Mellan Kungsholmslandet till vänster och Lilla Essingen mitt på målningen syns norra delen av Långholmen och längre bort ett gytter av hus på Södermalms norrsluttning mot Riddarfjärden. Längst bort i diset syns Katarina kyrkas ståtliga kupol som reser sig ovanför hustaken.
Då Lars Montén avled 1872 ärvdes de båda huvudgårdarna Alvik och Äppelviken av Lars Monténs båda systersonsöner, kusinerna Carl Bergstedt och Eric Bergstedt – jämte studeranden Carl Olof Rosengrén, som också var kusin till de båda Bergstedt och släkt till Lars Montén. Carl Bergstedt använde under lång tid Alviks mangårdsbyggnad som sommarbostad. Han lät bygga nya ekonomibyggnader, stallar och ladugård på tomterna, där nu Runda vägen 1-6 ligger. Kusinerna fortsatte att driva ljusfabriken in på 1900-talet. År 1929 gick stearinljusfabriken samman med Barnängens Tekniska Fabrik och nere vid stranden byggdes det Vita huset om till huvudkontor för Barnängen. Bokhållaren och verkmästaren vid Clara ljusfabrik Firma Lars Montén, ingenjör Pehr Bergstedt, som var bror till Carl Bergstedt, köpte år 1893 Ålstens gård. Pehr Bergstedt med hustru och fem barn bosatte sig i en lägenhet inom fabriken, men hade Ålstens gård i Bromma som sommarnöje. Han ägde Ålstens gård åren 1892-1905. År 1905 sålde han gården till Stockholms stad, men med rätt för Bergstedt att arrendera sommarvillan. 1905 styckades markerna för tomträtter, men Pehr Bergstedt bodde sommartid i Ålstens gårds huvudbyggnad till 1916. I övrigt var gården utarrenderad.

## Gården från 1914 till 1923
År 1908 köpte Stockholms stad bland annat frälsesäteriet Alvik. Vid det köpet ingick inte fabriksområdet nere vid Mälarens strand. Det blev en dyr affär med protester i stadsfullmäktige, men 1909 köptes även Alviks fabriksområde, det som tidigare var platsen för Monténs fabrik. År 1910 drogs den nya Alviksvägen fram väster om mangården. Vägen drogs över vad som benämndes Ryggåsen. Åsen schaktades och sprängdes till väg. Efter stadens köp 1908 överläts mangårdsbyggnaden vid Alvik till Bromma församling som komministerbostad och pastorsexpedition till 1914. Byggnaden blev bostad under åren 1909-1919 för sedermera kyrkoherden Theodor Svensson (1867-1937). Pastorsexpeditionen inrymdes i huset fram till år 1914. En ny prästgård, Ulvsunda prästgård, byggdes då på Lövåsvägen 12 i Ulvsunda i korsningen Ulvsunda slottsväg-Lövåsvägen, söder om Ulvsunda slott mellan Ulvsunda slottspark och grönområdet kring Lillsjön. Huset, som byggdes 1912-1914, invigdes 1914 som prästgård för Bromma församlings präster. Idag är huset föreningslokal för Magyar Ház, Ungerska huset, och säte för Ungerska Riksförbundet i Sverige (UR). Huset, som användes som prästgård 1914-1971 heter idag Ulvsunda prästgård, men före församlingsdelningen 1955 hette prästgården Bromma prästgård. Alviks mangård revs 1923 och flerfamiljshusen som ligger på platsen för mangården som låg vid nuvarande Alviksvägen 7-11 började byggas, de var färdigbyggda 1929.

## Efter 1923

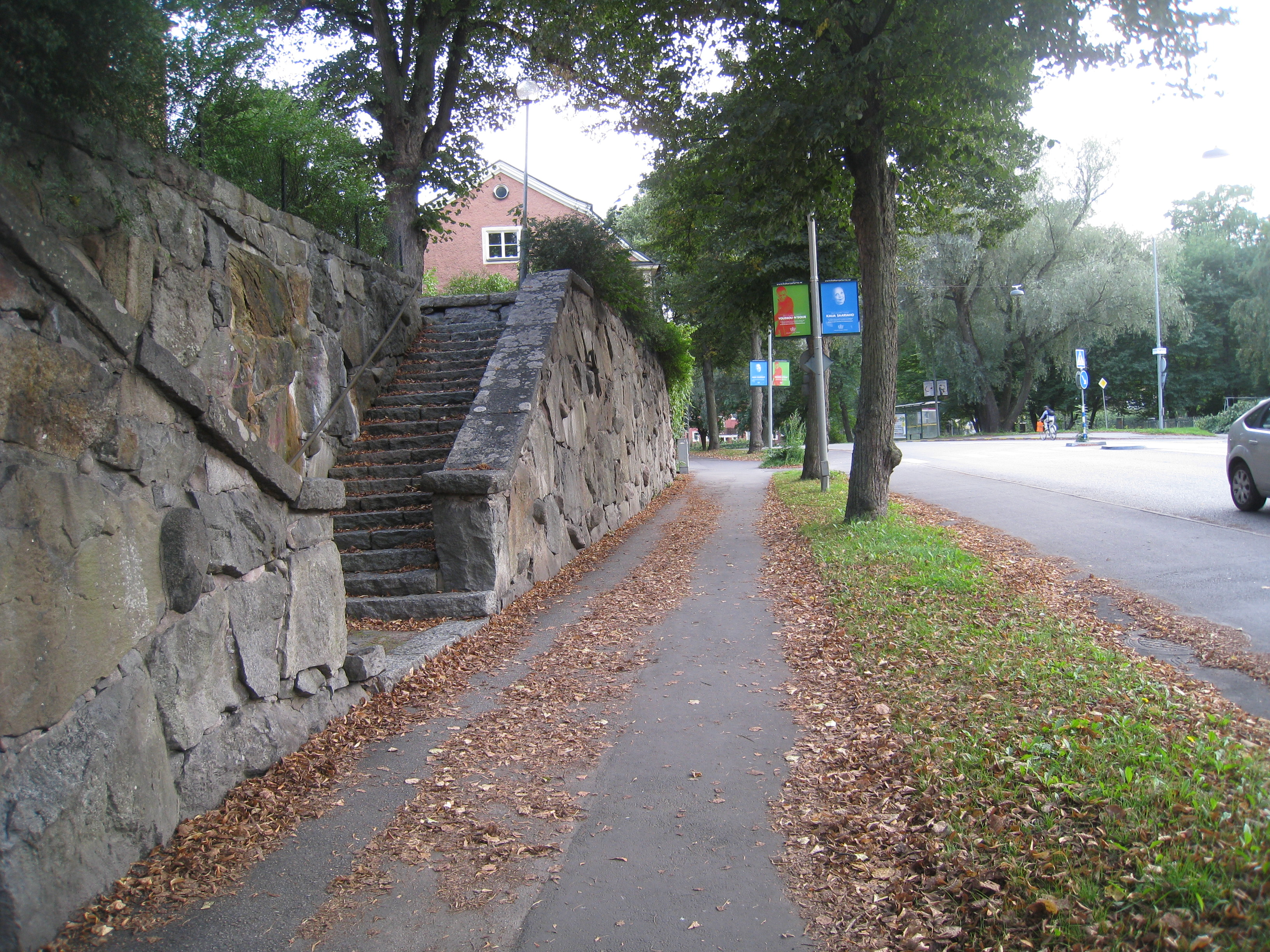
Parti av stödmuren utmed Alviksvägen.

Redan innan Alviks gård rivits 1923 började man att bygga den nya Alviksvägen år 1910 och den drogs fram väster om mangården. Alviks gård låg på en ås, som gick i öst-västlig riktning och tvärade den nuvarande Alviksvägen och låg öster om nuvarande Alviksvägen. Vägen drogs över Ryggåsen. I början på 1910-talet sprängde och schaktade man sig igenom åsen ned till väg för framdragning av den nuvarande Alviksvägen. Vägen går fram mot söder just där västra gårdsflygeln låg. Den nya Alviksvägen drogs således fram väster om mangårdsbyggnaden och där låg också nuvarande kv. Skorstenen ligger med sina hyreshus vid Ryggåsgatan.
Kvarteret Alviken sträcker sig från Alviksvägen 1-19 och Alviksvägen 1 ligger vid korsningen vid Gustavslundsvägen. Bebyggelsen där, som uppfördes på 1920-talet, blev stadsmässig och husen har tre eller fyra våningar med butikslokaler i bottenvåningen. Hyreshusen vid Alviksvägen 7-13 i kvarteret Alviken uppfördes på 1920-talet. Platsen för själva mangården låg vid nuvarande Alviksvägen 7-11. Hyreshusen byggdes således på samma plats där Alviks gård tidigare låg. På denna sida av Alviksvägen byggdes en stabil och hög stödmur med tre trappor upp till gårdshöjden. Mellan två av trapporna finns på muren en maskaron av sten genom vars mun en naturlig källa hade sitt utlopp och där hängde en plåtskopa. Nu har vattnet sinat och skopan är försvunnen.
På en karta över Alviks gård från 1867 låg ekonomibyggnaderna vid nuvarande Runda vägen 1-6 öster om gården med flyglarna och "gamla" Alviksvägen (Äppelviksvägen). Den nuvarande Alviksvägen går från söder ungefär genom Ryggåsen alldeles väster om gården. Rättarbostaden låg nordost om mangården, och ekonomibyggnaderna låg öster om mangården.

## Bilder från kvarter Alviken, Alvik

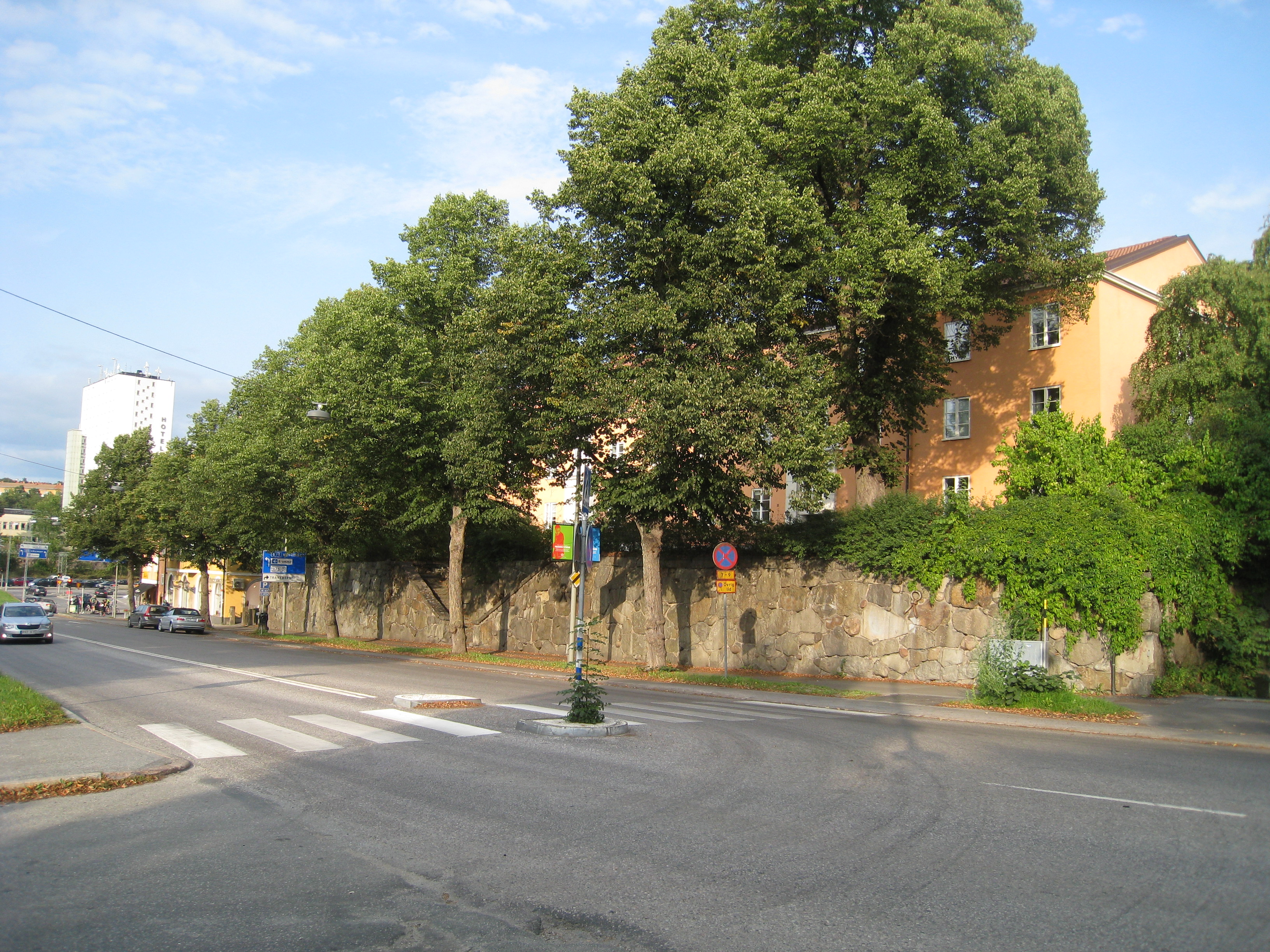
Alviksvägen 7-13 byggdes på platsen för Alviks gård i slutet på 1920-talet.
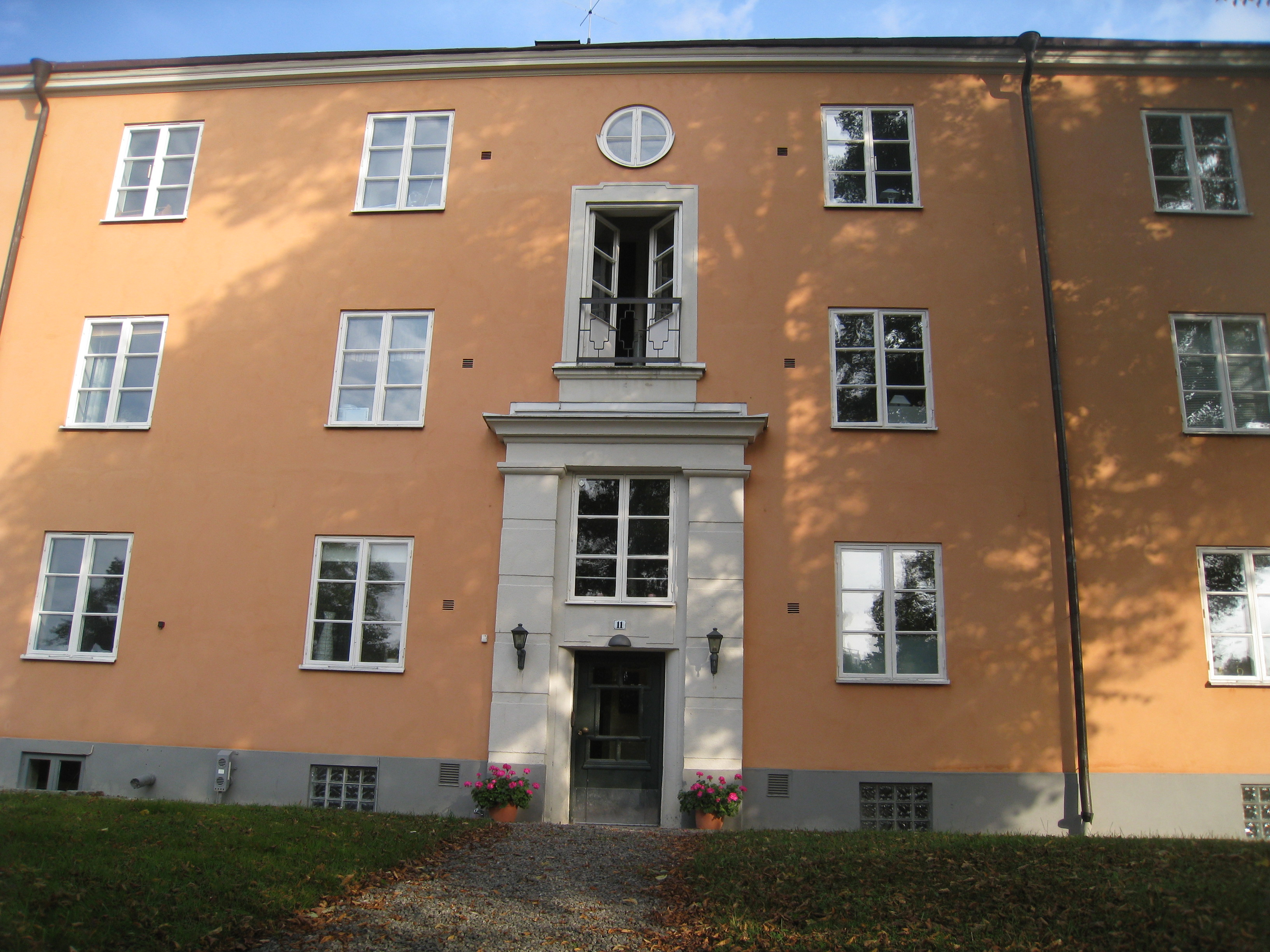
Alviksvägen 11.
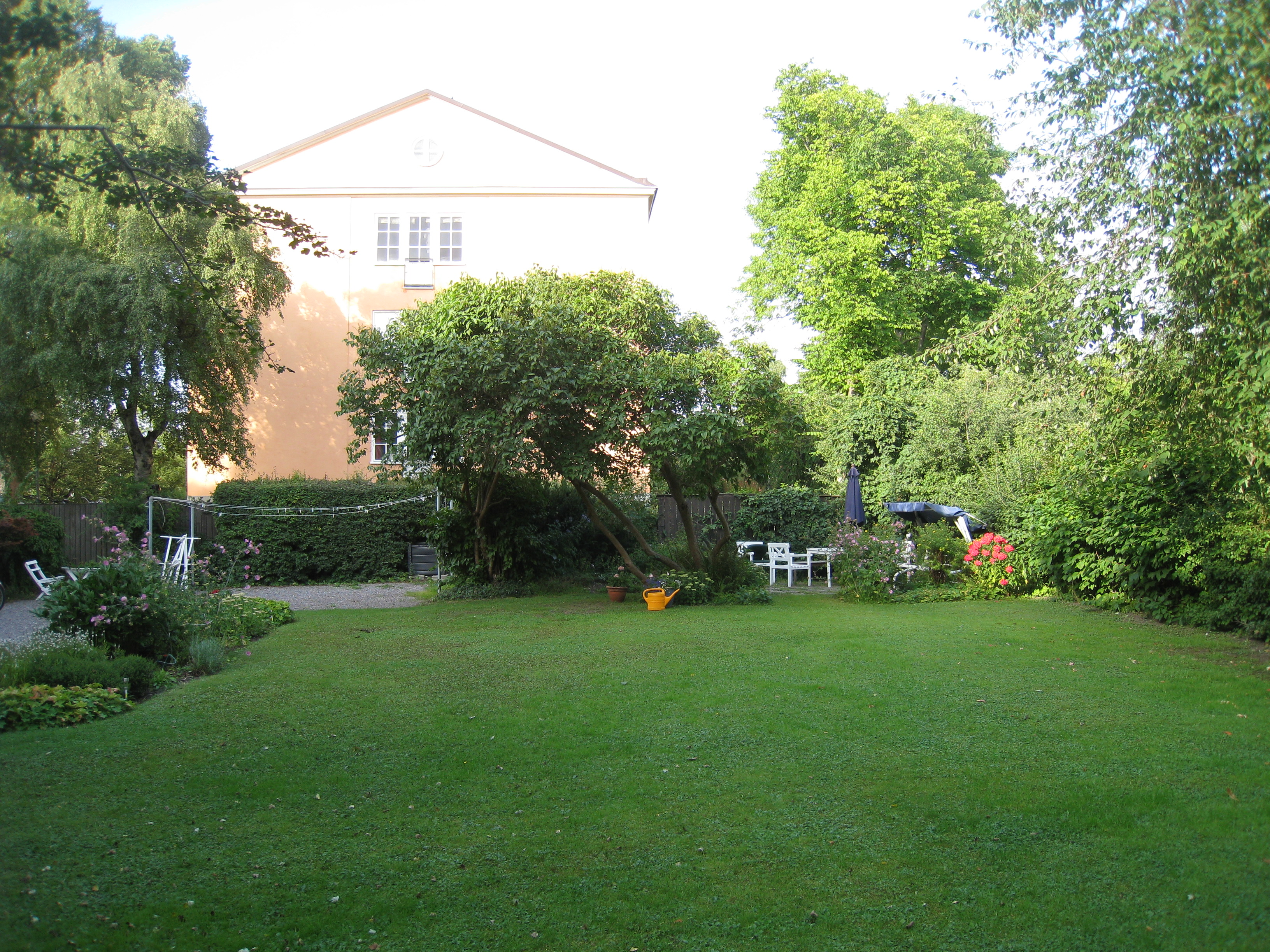
Alviksvägen 13 med gårdssida.
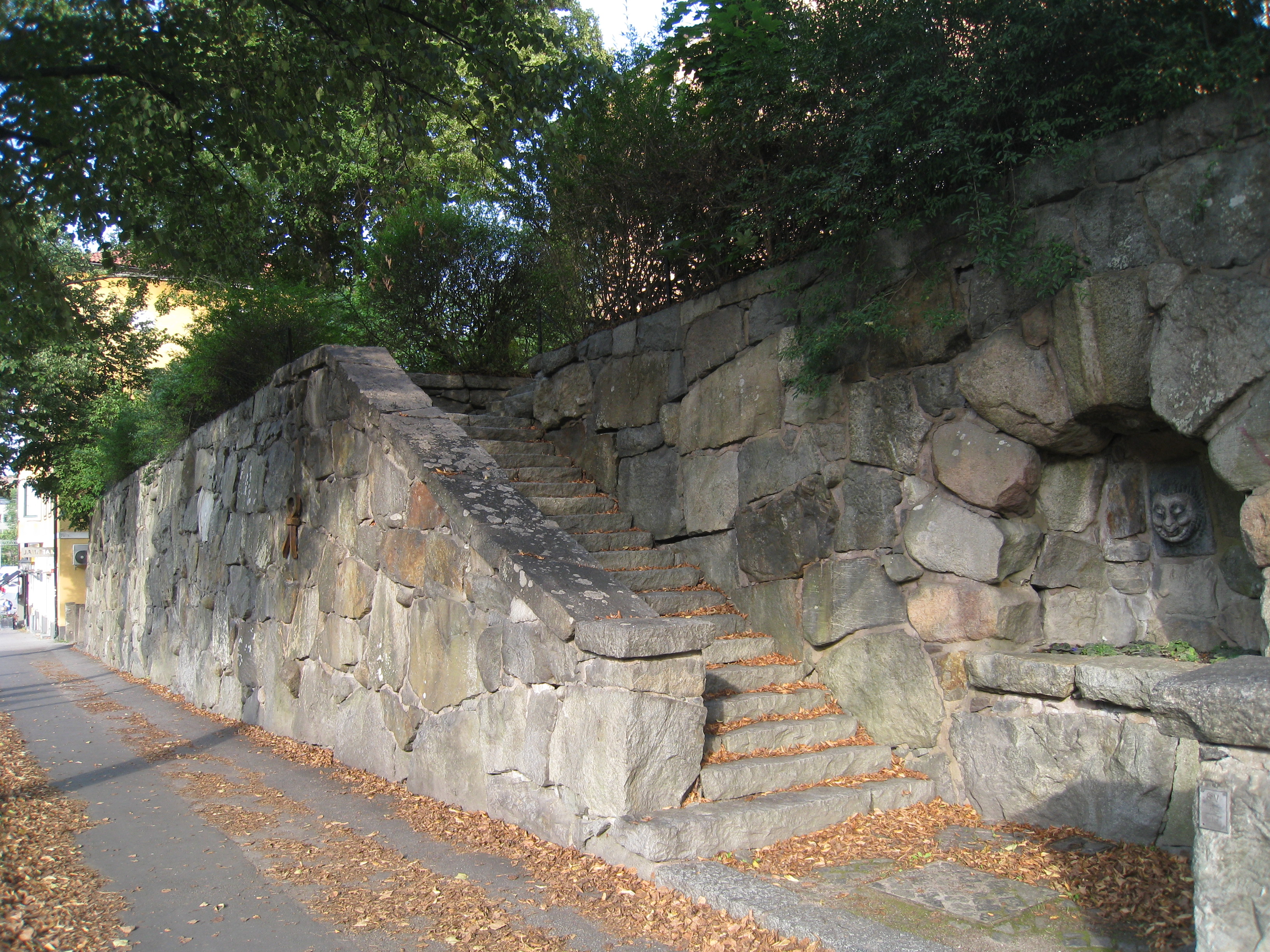
Parti av stödmuren och valvet mellan två av trapporna och maskaronen av sten sitter under valvet.
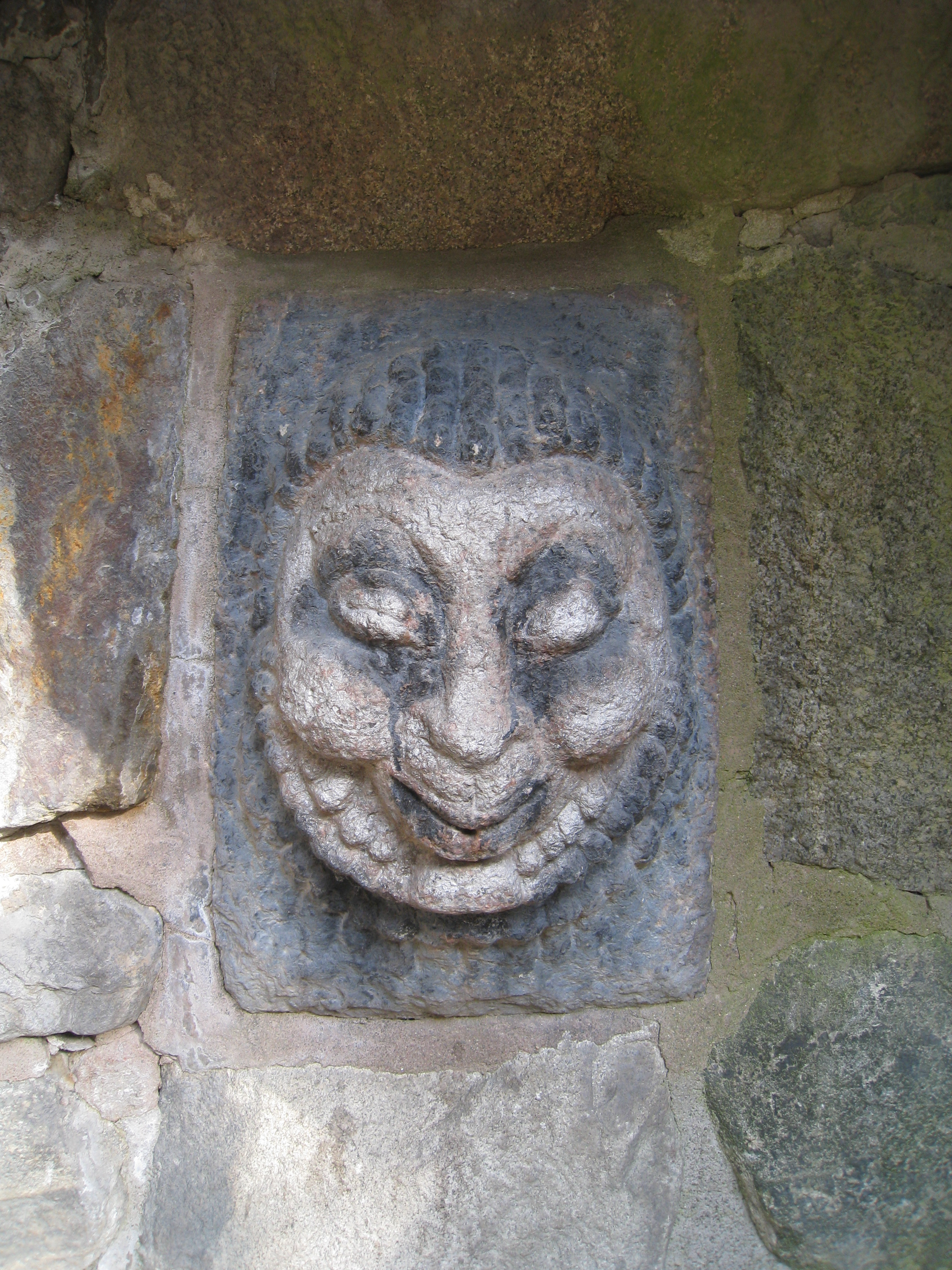
Maskaronen av sten  i valvet mellan de två trapporna.
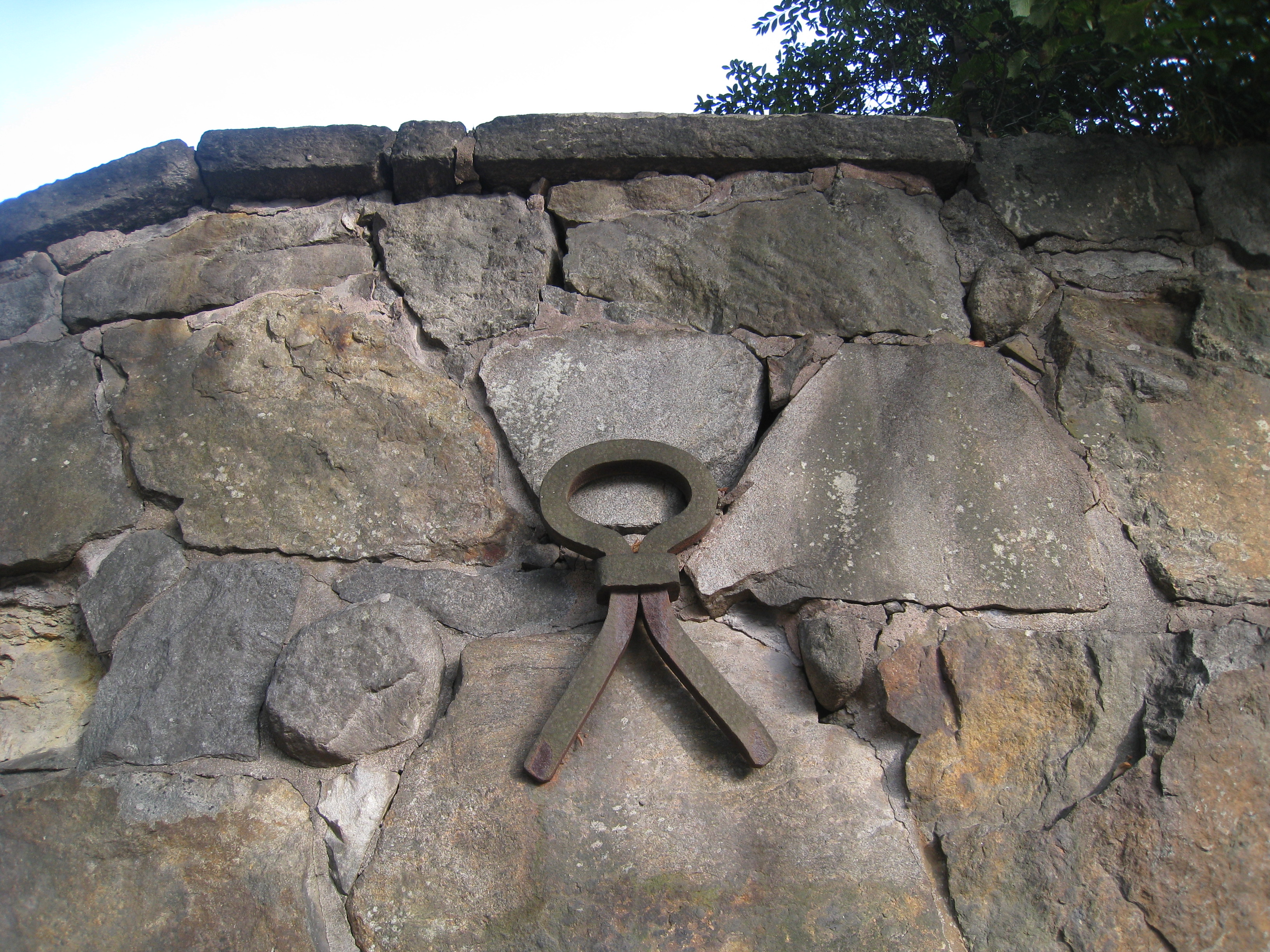
Stödmuren med en ankarslut.